# Tour du Burgenland
Le Tour du Burgenland (en allemand : Burgenland Rundfahrt) est une course cycliste autrichienne disputée à Oberwart, dans l'État fédéré du Burgenland. 
En 1981, la compétition se déroule exceptionnellement sur deux étapes.

## Palmarès
| Année     | Vainqueur               | Deuxième                | Troisième               |
| --------- | ----------------------- | ----------------------- | ----------------------- |
| 1956      | Richard Dürlacher       | Eduard Ignatovicz       | Adolf Christian         |
| 1957      | Richard Dürlacher       | Franz Wimmer (de)       | Franz Wukitsevits       |
| 1958      | Walter Müller           | Fritz Inthaler (en)     | Kurt Schweiger (en)     |
| 1959      | Walter Müller           | Otto Gamsjäger          | Gerhard Liebl           |
| 1960      | Stefan Mascha (de)      | Franz Varga             | Otto Gamsjäger          |
| 1961      | Felix Damm              | Leopold Friedrich       | Fritz Inthaler (en)     |
| 1962      | Fritz Inthaler (en)     | Rudolf Pescha           | Walter Dvorak           |
| 1963      | Adolf Christian         | Leopold Friedrich       | Kurt Postl (de)         |
| 1964      | Walter Malicek          | Franz Inthaler (de)     | Kurt Schweiger (en)     |
| 1965      | Rolf Slavik             | Gottfried Wiesinger     | Ladislaus Korbel        |
| 1966      | Róbert Hutyra (cs)      | Walter Garschal         | Matej Lasco             |
| 1967      | Roman Humenberger       | Ludwig Kretz (de)       | Sven Pruscha            |
| 1968      | Roman Humenberger       | Ludwig Kretz (de)       | Robert Csenar (de)      |
| 1969      | Ludwig Kretz (de)       | Roman Humenberger       | Kurt Schattelbauer (de) |
| 1970      | Siegfried Denk (de)     | Georg Postl (de)        | Roman Humenberger       |
| 1971      | Franz Inthaler (de)     | Georg Postl (de)        | Sven Pruscha            |
| 1972      | Franz Inthaler (de)     | Georg Postl (de)        | Rudolf Kretz            |
| 1973      | pas de course           | pas de course           | pas de course           |
| 1974      | Siegfried Denk (de)     | Rudolf Mitteregger (de) | Willi Hesse             |
| 1975      | Herbert Spindler (de)   | Siegfried Denk (de)     | Leopold König           |
| 1976      | Johann Summer (en)      | Siegfried Seitinger     | Guido Roelants          |
| 1977      | Eberl Rolf              | Christian Glaner        | Reinhard Waltenberger   |
| 1978      | Franz Spilauer          | Rolf Eberl              | Emanuel Voch            |
| 1979      | Johann Summer (en)      | Gerhard Jonas           | Johann Lienhart         |
| 1980      | Hans Traxler            | Johann Summer (en)      | Kurt Zellhofer (en)     |
| 1981      | Karl Krenauer (en)      | Rudolf Mitteregger (de) | Harald Maier            |
| 1982      | Erich Hofrichter        | Paul Popp               | Herbert Spindler (de)   |
| 1983      | Johann Traxler (en)     | Herbert Seidl           | Erich Hofrichter        |
| 1984      | Paul Popp               | Herbert Spindler (de)   | Norbert Huber           |
| 1985      | Paul Popp               | Peter Lammer            | Johann Lienhart         |
| 1986      | Wolfgang Hofer          | Günther Muskovits       | Erich Hofrichter        |
| 1987      | Bernhard Rassinger (de) | Dietmar Hauer (de)      | Herbert Spindler (de)   |
| 1988      | Richard Schmied (en)    | Markus Kremser          | Hermann Mandler         |
| 1989      | Manfred Kornelson       | Herbert Kogler          | Gerhard Zauner          |
| 1990      | Richard Schmied (en)    | Hansjörg Taubenschuss   | Michael Dimmel          |
| 1991      | Jozef Regec             | Josef Lontscharitsch    | Georg Totschnig         |
| 1992      | Heinz Marchel (de)      | Václav Toman (de)       | Stanislav Fotev         |
| 1993      | Peter Wrolich           | Markus Kremser          | Thomas Ovsenk           |
| 1994      | Matthias Buxhofer       | Peter Wrolich           | Peter Pichler (de)      |
| 1995-1998 | pas de course           | pas de course           | pas de course           |
| 1999      | Jozef Regec             | Andreas Kittinger       | Wolfgang Murer          |
| 2000      | René Haselbacher        | Christian Pfannberger   | Ralf Scherzer           |
| 2001      | Ralf Scherzer           | Patrick Riedesser (de)  | Harald Starzengruber    |
| 2002      | Arnold Eisel            | Bernhard Kohl           | Stefan Rucker           |
| 2003      | Petr Herman             | Andreas Matzbacher      | Stefan Rucker           |
| 2004      | Adam Hansen             | Paul Crake              | Werner Riebenbauer      |
| 2005      | Grega Bole              | Jan Kunta               | Werner Riebenbauer      |
| 2006      | Harald Starzengruber    | Fraser MacMaster (en)   | Gerrit Glomser          |
| 2007      | Markus Eibegger         | Werner Faltheiner       | Gerhard Trampusch       |
| 2008      | Markus Eibegger         | Uroš Silar              | Gerhard Trampusch       |
| 2009      | Christoph Sokoll        | Kristjan Fajt           | Reto Hollenstein        |
| 2010      | Marko Kump              | Adam Homolka (de)       | Harald Starzengruber    |
| 2011      | René Weissinger         | Marco Haller            | Florian Bissinger       |
| 2012      | Tim Mikelj              | Florian Gaugl           | Andreas Hofer           |
| 2013      | Felix Großschartner     | Andreas Hofer           | Hans-Jörg Leopold       |
| 2014      | Nicolas Baldo           | Daniel Auer             | Martin Weiss            |
| 2015      | Florian Gaugl           | Péter Kusztor           | Clemens Fankhauser      |
| 2016      | Daniel Auer             | Sebastian Schönberger   | Helmut Trettwer         |
| 2017      | Lukas Schlemmer         | Matej Mugerli           | Gian Friesecke          |
| 2018      | Riccardo Zoidl          | Lukas Schlemmer         | Jannik Steimle          |
| 2019-2020 | pas de course           | pas de course           | pas de course           |
| 2021      | Manuel Bosch            | Daniel Lehner           | Jonas Rapp              |
| 2022      | Karel Vacek             | Petr Klabouch           | Timon Loderer           |